# Marsel Ismajlgeci
Marsel Ismajlgeci (Tirana, 14 marzo 2000) è un calciatore albanese, difensore del Ballkani.

## Caratteristiche tecniche
È un terzino sinistro.

## Carriera

### Club
Cresciuto nel settore giovanile del Tirana, ha esordito in prima squadra il 22 aprile 2018 in occasione dell'incontro di Kategoria e Parë pareggiato 2-2 contro il Tomori. Al termine della stagione ha ottenuto la promozione in massima divisione.
Il 31 gennaio 2023 viene acquistato a titolo definitivo per 150.000 euro dalla squadra bosniaca dello Zrinjski Mostar.

### Nazionale
Ha giocato nelle nazionali giovanili albanesi Under-19 ed Under-21.
L'11 novembre 2020 ha debuttato con la nazionale maggiore albanese subentrando in campo nei minuti finali dell'amichevole vinta 2-1 contro il Kosovo.

## Statistiche

### Presenze e reti nei club
Statistiche aggiornate al 28 maggio 2023.
| Stagione               | Squadra                | Campionato             | Campionato | Campionato | Coppe nazionali | Coppe nazionali | Coppe nazionali | Coppe continentali | Coppe continentali | Coppe continentali | Altre coppe | Altre coppe | Altre coppe | Totale | Totale | Totale |
| Stagione               | Squadra                | Comp                   | Pres       | Reti       | Comp            | Pres            | Reti            | Comp               | Pres               | Reti               | Comp        | Pres        | Reti        | Pres   | Reti   |        |
| ---------------------- | ---------------------- | ---------------------- | ---------- | ---------- | --------------- | --------------- | --------------- | ------------------ | ------------------ | ------------------ | ----------- | ----------- | ----------- | ------ | ------ | ------ |
| 2017-2018              | Tirana                 | KP                     | 2          | 0          | CA              | 0               | 0               | UEL                | -                  | -                  | SA          | -           | -           | 2      | 0      |        |
| 2018-2019              | Tirana                 | KS                     | 1          | 0          | CA              | 2               | 0               | -                  | -                  | -                  | -           | -           | -           | 3      | 0      |        |
| 2019-2020              | Tirana                 | KS                     | 21         | 1          | CA              | 8               | 1               | -                  | -                  | -                  | -           | -           | -           | 29     | 2      |        |
| 2020-2021              | Tirana                 | KS                     | 33         | 4          | CA              | 1               | 0               | UCL+UEL            | 1+1                | 1+0                | SA          | 1           | 0           | 37     | 5      |        |
| 2021-2022              | Tirana                 | KS                     | 30         | 2          | CA              | 3               | 0               | -                  | -                  | -                  | -           | -           | -           | 33     | 2      |        |
| 2022-gen. 2023         | Tirana                 | KS                     | 18         | 0          | CA              | 0               | 0               | UCL+UECL           | 2+2                | 0+1                | SA          | 1           | 0           | 23     | 1      |        |
| Totale Tirana          | Totale Tirana          | Totale Tirana          | 105        | 7          |                 | 14              | 1               |                    | 6                  | 2                  |             | 2           | 0           | 127    | 10     |        |
| gen.-giu. 2023         | Zrinjski Mostar        | PL                     | 8          | 0          | CB              | 2               | 0               | UCL+UECL           | -                  | -                  | -           | -           | -           | 10     | 0      |        |
| 2023-2024              | Zrinjski Mostar        | PL                     | 0          | 0          | CB              | 0               | 0               | UCL+UEL            | 0+0                | 0                  | -           | -           | -           | 0      | 0      |        |
| Totale Zrinjski Mostar | Totale Zrinjski Mostar | Totale Zrinjski Mostar | 8          | 0          |                 | 2               | 0               |                    | 0                  | 0                  |             | -           | -           | 10     | 0      |        |
| Totale carriera        | Totale carriera        | Totale carriera        | 113        | 7          |                 | 16              | 1               |                    | 6                  | 2                  |             | 2           | 0           | 137    | 10     |        |

### Cronologia presenze e reti in nazionale
| Cronologia completa delle presenze e delle reti in nazionale ― Albania | Cronologia completa delle presenze e delle reti in nazionale ― Albania | Cronologia completa delle presenze e delle reti in nazionale ― Albania | Cronologia completa delle presenze e delle reti in nazionale ― Albania | Cronologia completa delle presenze e delle reti in nazionale ― Albania | Cronologia completa delle presenze e delle reti in nazionale ― Albania | Cronologia completa delle presenze e delle reti in nazionale ― Albania | Cronologia completa delle presenze e delle reti in nazionale ― Albania |
| Data                                                                   | Città                                                                  | In casa                                                                | Risultato                                                              | Ospiti                                                                 | Competizione                                                           | Reti                                                                   | Note                                                                   |
| ---------------------------------------------------------------------- | ---------------------------------------------------------------------- | ---------------------------------------------------------------------- | ---------------------------------------------------------------------- | ---------------------------------------------------------------------- | ---------------------------------------------------------------------- | ---------------------------------------------------------------------- | ---------------------------------------------------------------------- |
| 11-11-2020                                                             | Elbasan                                                                | Albania                                                                | 2 – 1                                                                  | Kosovo                                                                 | Amichevole                                                             | -                                                                      | 85’                                                                    |
| 9-11-2022                                                              | Marbella                                                               | Qatar                                                                  | 1 – 0                                                                  | Albania                                                                | Amichevole                                                             | -                                                                      | 64’                                                                    |
| Totale                                                                 |                                                                        | Presenze                                                               | 2                                                                      |                                                                        | Reti                                                                   | 0                                                                      |                                                                        |

## Palmarès

### Club

#### Competizioni nazionali
- Campionato albanese di seconda divisione: 1

Tirana: 2017-2018
- Campionato albanese: 2

Tirana: 2019-2020, 2021-2022
- Supercoppa d'Albania: 1

Tirana: 2022
- Coppa di Bosnia: 1

Zrinjski Mostar: 2022-2023
- Campionato bosniaco: 1

Zrinjski Mostar: 2022-2023
- Supercoppa del Kosovo: 1

Ballkani: 2023
- Coppa del Kosovo: 1

Ballkani: 2023-2024
- Campionato kosovaro: 1

Ballkani: 2023-2024